# Dihammaphora auricollis
Dihammaphora auricollis là một loài bọ cánh cứng trong họ Cerambycidae.